# الملك لله (فلم)
الملك لله  فيلم دراما مصري للمخرج حسام الدين مصطفى عام 1990 عن قصة الممثل والمؤلف والمنتج السينمائي فؤاد الألفي، وكتب السيناريو والحوار محمد خليل الزهار. الفيلم من بطولة إلهام شاهين، هشام عبد الحميد، مصطفى كريم، ويوسف داوود  وتدور الأحداث حول أرملة تميم المرسي التي يجب عليها تسديد ديون مستحقة للبنك، ويعرض أدهم الزواج بالابنة الشابة فرحة سراً مقابل تسديد الديون فتوافق، ويموت أدهم ويفاجأ أبنائه، محمود وسعيد، بأمر زواجه. ينتظر المحامي لحين ولادة فرحة لتحديد تقسيم الميراث، بينما يتفق أبناء أدهم مع الداية على خنق المولود مقابل مبلغًا من المال.
صدر الفيلم في دور العرض المصرية في يناير 1990.
منح موقع قاعدة بيانات الأفلام العربية "السينما.كوم" الفيلم درجة 5.3/ 10.

## طاقم التمثيل
إلهام شاهين: في دور فرحة تميم المرسي
هشام عبد الحميد: في دور محمود أدهم العشماوي
مصطفى كريم: في دور سعيد أدهم العشماوي
يوسف داوود: في دور أدهم العشماوي
هدى زكي: في دور وفية (زوجة تميم المرسي)
صلاح عبد الحميد: في دور زهران (خولي عزبة أدهم العشماوي)
هانم محمد: في دور هنومة (خادمة بيت أدهم العشماوي)
سيد غريب: في دور الشيخ صالح (خال فرحة)
عزت عبد الجواد: في دور عبد السميع (صاحب شقة الإسكندرية)
نبوية سعيد: في دور أم شرابي (الداية)
عمران بحر: في دور هريدي (سمسار الأرض)
مصطفى كمال: في دور محامي فرحة
توفيق الكردي: في دور زقزوق (محامي أبناء أدهم الشرقاوي)
أمين عنتر: في دور قاضي مركز قللين
شهيرة مرزوق: في دور الطفلة بسمة تميم المرسي
حسين الشريف: في دور ضابط شرطة بالمستشفى
سيد مصطفى: في دور الطبيب
مطاوع عويس: في دور فلاح (في المقهى)
حلمي الغمراوي: في دور فلاح (في المقهى)
أحمد العضل: في دور فلاح (في المقهى)
أميرة مرزوق: في دور الممرضة  

## أحداث الفيلم
يعيش الفلاح الأمي واسع الثراء أدهم العشماوي (يوسف داوود) في كفر يوسف داوود بميت الديبة التابع لمركز قلين بمحافظة كفر الشيخ، وثروته الطائلة هذه في هيئة أراضي زراعية ومزارع تسمين عجول حصل عليها بالظلم والاستغلال. عندما توفيت زوجته، لم يتزوج بأخرى، لإنشغاله بجمع المال، وأخرج ابنه الأكبر محمود (هشام عبد الحميد) من المدرسة الإعدادية ليساعده في الزراعة، بينما أكمل ابنه الأصغر سعيد (مصطفى كريم) تعليمه حتى وصل للسنة النهائية بكلية الطب. يدلل أدهم ابنه الأصغر كونه سيصبح طبيباً، ويلبي كل طلباته، بينما يعامل الابن الأكبر معاملة جافة ولهذا يحقد الأكبر على الأصغر. يطمع أدهم في الترشح للإنتخابات، ليصبح ممثلاً لدائرة ميت الديبة، ويلبى كل طلبات أهل الكفر والدائرة، من خلال اتصاله بالمسئولين، ويحصل في المقابل على مصالح كبيرة.
يحاول أدهم شراء أرض ملك بنات تميم المرسي، ولكن زوجة الست وفية (هدى زكي) ترفض، وعندما يحتد عليها، تتصدى له ابنتها الكبرى فرحة (إلهام شاهين)، فتجذب انتباهه ويعجب بها. يعلم محمود رغبة والده في شراء هذه الأرض ويقرر التحايل بأي طريقة للحصول عليها. يتقدم محمود إلى أسرة تميم المرسي، ويدعي أنه من الصعيد، وأن اسمه عبد الله ويبحث عن عمل، ويساعدهم ويقدم خدماته مجاناً، حتى تميل إليه فرحة، ولكن محمود يقع في غرامها بالفعل، ويتردد في الحديث عن الأرض المطلوبة، ولكن والده يجبره على السفر إلى أوروبا، مع أخيه سعيد، للتعاقد على شراء عجول للمزرعة الجديدة. تكتشف الست وفية، أثناء سفر محمود، أن زوجها تميم، كان مديون لبنك التسليف، ويصبح الأمر، إما الدفع أو بيع الأرض لصالح البنك، وهنا يتدخل النائب أدهم ويطلب الزواج من فرحة، مقابل مهر عشرة آلاف جنيهاً، وتسديد ديون البنك، واستئجار الأرض المطلوبة على أن يكون زواجاً سرياً وشرعياً على يد مأذون وشهود. توافق الأم والخال الشيخ صالح (سيد غريب) وأيضاً توافق فرحة.
يعود محمود وسعيد من السفر، ويطلب أدهم من سعيد افتتاح عيادة بالكفر ولكن سعيد يرفض ويحتد الأب ويصاب بنوبة قلبية، يموت على إثرها. يتنازع الشقيقان على الثروة الكبيرة، ويكتشفا عقد شقة بالإسكندرية، وعند الذهاب لمعرفة موضوع هذه الشقة يكتشفا أن فرحة تقيم فيها وأنها أرملة الأب كما أنها حامل. تقضي المحكمة بأحقية فرحة في ثمن التركة، ويتحدد باقي ميراث الشقيقان بعد معرفة نوع الجنين في رحم فرحة. يسعى محمود وسعيد لاجهاض فرحة، يستأجر الشقيقين سيدتين للاعتداء على فرحة التي يصيبها نزيف وتنقل للمستشفى حيث يعمل الدكتور سعيد، ويتم إنقاذ الجنين. يحاول سعيد حقن فرحة بمادة مجهضة، ولكنه يفشل، وهنا تتغير الخطة ويبدأ محمود وسعيد التقرب من فرحة ووالدتها، ويعرف الشقيقين أن فرحة ستضع مولودها على يد الداية أم شرابي (نبوية سعيد) ويتمكنوا من التواصل معها ودفع مبلغ كبير من المال كدفعة أولى، فتقوم الداية بخنق المولود فور ولادته وتسارع بالفرار لتلتقي بمحمود وسعيد وتستلم الدفعة الثانية من اتعابها، ويسارع الثلاثة بركوب عربة الحصان ولكن يداهمهم القطار ويقتلهم جميعاً. بينما تكتشف الست وفية جنين آخر في رحم فرحة قادماً للحياة وتجده ذكراَ لتكون التركة كلها خالصة له.

## وصلات خارجية
- الملك لله على موقع IMDb (الإنجليزية)
- الملك لله على موقع قاعدة بيانات الأفلام العربية
- الملك لله على موقع الدهليز
- الملك لله على موقع كاروهات

https://www.avclub.com/film/reviews/almulk-lil-allah-1990 الملك لله (فلم)